# Santos anárgiros
Santos anárgiros (en griego: Άγιοι Ανάργυροι, Ágioi Anárgiroi) son los santos cristianos que no aceptan el pago por sus buenas obras. 
Ellos son curanderos o médicos cristianos, que en oposición directa a la práctica médica de la época, creían que los pacientes no debían pagar nada. El término «anárgiro» deriva de «an» (sin) y «argyros» (plata, dinero) con el sentido de «que no acepta la plata», que desprecia el dinero.
Algunos nombres de santos anárgiros:
- Zenaida y Filonela
- San Trifón
- Taleleo el Anárgiro[1]
- Cosme y Damián
- Ciro y Juan
- San Pantaleón
- Blas de Sebaste
- Sansón de Constantinopla
- Agapito de las Cuevas de Kiev
- Lucas de Simferópol
- Matrona de Moscú
- Giuseppe Moscati